# Balmorali kastély
A balmorali kastély (Balmoral Castle) Skóciában, Aberdeenshire megyében, a Dee folyó mentén, a Royal Deeside néven ismert területen áll. A birtokot Viktória királynő és házastársa, Albert herceg vásárolta, és mindmáig ez a királyi család kedvenc nyári rezidenciája.
A kastélyt körülvevő terület generációról generációra szállva fokozatosan gyarapodott és jelenleg több mint 260 négyzetkilométer. Jelenleg is működő gazdaság, nyírfajdos lápok, erdőgazdaság, megművelt szántóföldek, szarvascsordák, felföldi marhák és pónik tartoznak hozzá.
Itt hunyt el II. Erzsébet brit királynő 2022. szeptember 8-án, 96 éves korában.

## Története 1848-ig
A balmorali udvarházat eredetileg Sir William Drummond építette otthonául 1390-ben. A birtok korábban II. Róbert skót király tulajdonában volt, akinek egy vadászháza is volt a környéken. Később, a 15. században a birtokot Alexander Gordon, Huntly harmadik őrgrófja vásárolta meg. A Gordonok egy lakótornyot is építettek itt. A család kezén maradt egészen 1662-ig, mikor eladták a Farquharson klánnak. A balmorali Farquharsonok a jakobiták szimpatizánsai voltak, James Farquharson részt vett az 1715-ös, majd az 1745-ös felkelésben is, 1756-ban pedig megsebesült a falkirki csatában. Birtokait elkobozták és a család egy másik ágának tulajdonába adták. Ők 1798-ban adták tovább Fife második őrgrófjának, tőle 1830-ban Aberdeen 3. őrgrófja szerezte meg, aki komoly átalakításokat végeztetett a régi épületen, egy új, bárói stílusú szárnnyal is kiegészítve azt.

## Királyi rezidencia

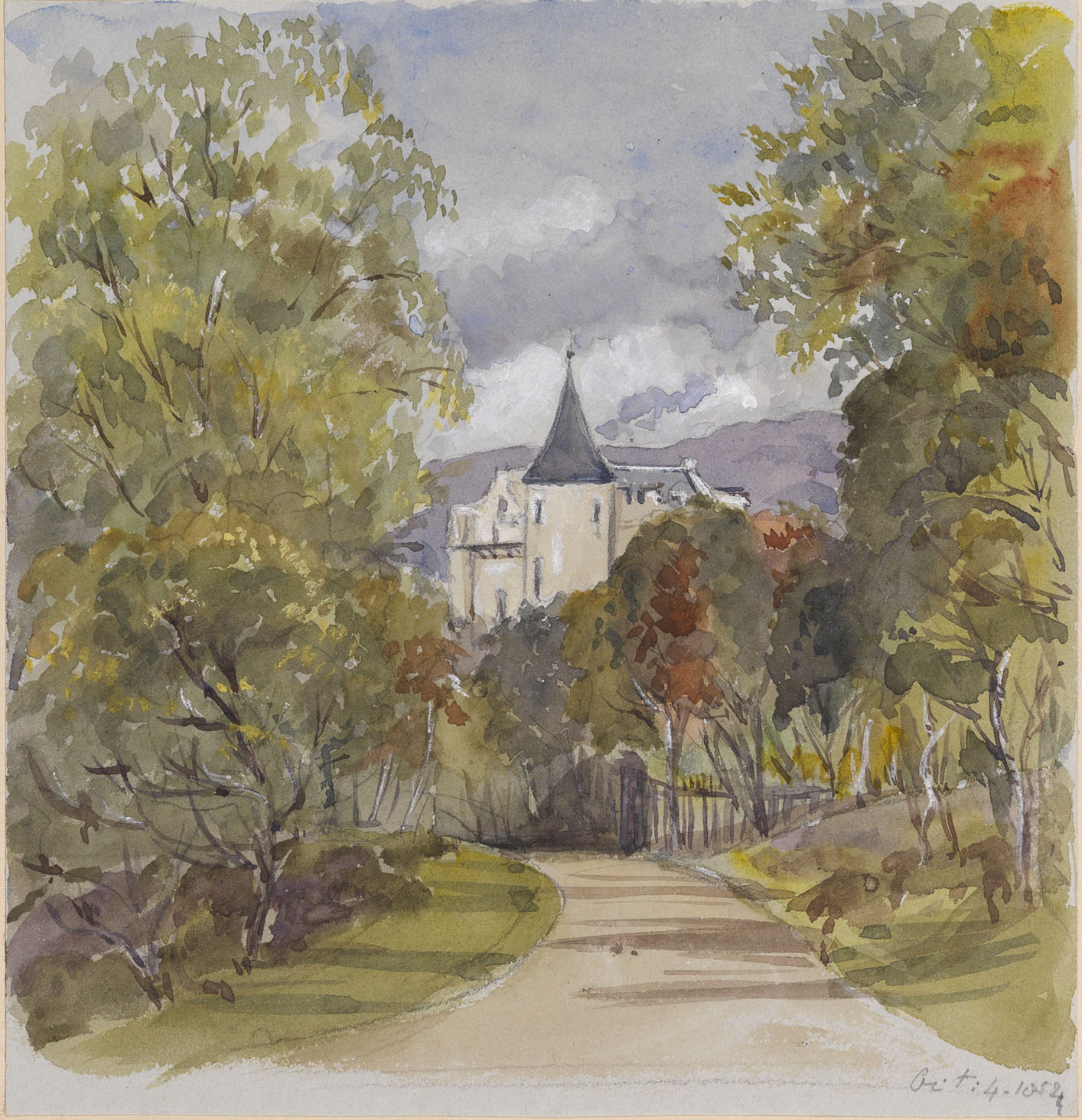
A balmorali kastély, ahogy azt 1854-ben, az építés alatt, a festő, Viktória királynő látta.

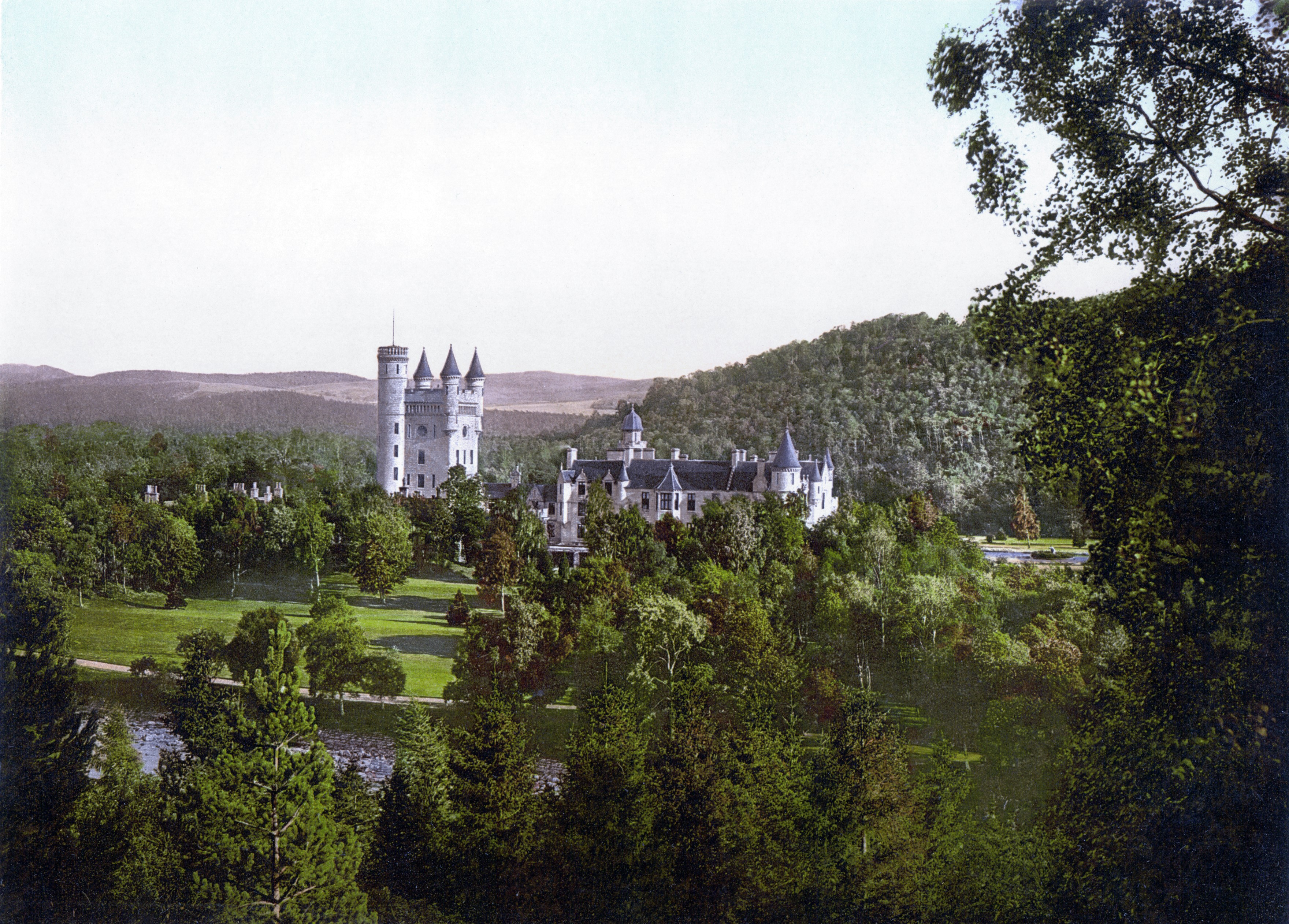
Balmoral 1890–1900 körül.

Balmoral manapság királyi tartózkodási helyként a legismertebb, mivel itt található II. Erzsébet királynő és férje, Fülöp, Edinburgh hercege nyári rezidenciája. Királyi lakhelyként 1848-ban kezdődött a története, mikor a házat kibérelte Viktória királynő és Albert herceg. A királynő és hitvese először 1842-ben, két évvel házasságkötésük után látogatott el Skóciába. Ez alkalommal Edinburgh-ban laktak. A következő látogatásra 1844-ben került sor, ekkor a Blair kastélyban időztek. 1847-es, harmadik skóciai útjuk során a Loch Laggan nevű tó mellett szállásolták el magukat, azonban balszerencséjükre szörnyen esős időjárást fogtak ki. A királynő orvosa javasolta ekkor nekik Deeside vidékét, melynek klímája sokkal egészségesebb. 1848-ban látogattak ide először és az épületet Viktória úgy jellemezte, mint amely „kicsi de bájos”. Naplójában ez a bejegyzés található: „Minden a szabadság és a béke levegőjét árasztja és ez az embert arra készteti, hogy megfeledkezzen a világról és annak bajairól.”  Nagyon elégedettek voltak a hellyel, így 1852-ben alig több mint 30 000 fontért megvették a birtokot. A herceg azonnal tervezgetni kezdte – William Smith közreműködésével – a meglévő 15. századi kastély bővítését, valamint egy új, nagyobb, a királyi családhoz illő kastély építését. A Balmoral-kastély alapkövét Viktória királynő helyezte el 1853. szeptember 28-án a bejárat nyugati falának közelében, a lábazatban. Az alapkő letétele előtt a királynő aláírt egy dátummal ellátott pergament, amelyet a birodalom forgalomban lévő fémpénzeinek egy példányával együtt palackba zártak és a palackot az alapkő helye alá készített üregbe tették.
A részben Albert herceg által tervezett új kastély a régitől körülbelül 100 méterre épült és 1856-ra fejezték be. Ezt követően a régi épületet lebontották. A kastély fő építőanyaga a birtokon bányászott gránit volt. Két meghatározó blokkot tartalmaz, melyek mindegyikét udvar veszi körül. A délnyugati szárnyban találhatók a közvetlenül a lakókhoz és a vendégekhez kötődő helyiségek, míg az északkeleti szárny egyfajta szolgálati épület szerepét tölti be.
A királyi pár felföldi életritmusa nagyon hamar - még az új kastély építésének befejezése előtt - kialakult. Albert sok napot töltött el vadászattal, főleg szarvasok és őzek kerültek puskája elé, Viktória pedig hosszú, akár négy óráig is elhúzódó sétákat tett a környéken. 1849-ben a naplóíró Charles Greville azt jegyezte fel, hogy a pár balmorali élete inkább köznemesekéhez hasonlított, mintsem uralkodókéhoz. Viktória kezdte javasolni művészeknek, hogy örökítsék meg a kastélyt, a környezetet és a személyzetet. Az évek során számtalan neves festő volt a kastély alkalmazottja. Nagy figyelmet fordítottak a személyzetre, részükre kölcsönkönyvtárat hoztak létre. Az 1850-es években sok növényt, többek között egzotikus fenyőfákat telepítettek a kastély köré. A herceg komoly szerepet játszott a fejlesztésekben. Felügyelte a virágoskertek tervezését, a fő útnak egy újonnan épített hídra terelését, új gazdasági épületekre vonatkozó elképzelések kialakítását.Ez utóbbiak közé tartozott egy tejipari tangazdaság is, melynek megvalósítása 1861-ben, Albert halálának évében történt meg, így annak befejezése már a királynő felügyelete alatt ment végbe. Viktória a birtokon belül több emléket is állított néhai férjének, köztük egy obeliszket, valamint egy szobrot is. Férje halála után egyre több – gyakran évi négy hónapot is kitevő – időt töltött a kastélyban, kora nyáron és ősszel.
A balmorali kastélyban született Battenbergi Viktória Eugénia spanyol királyné, Viktória unokája.
1896-ban Viktória itt látta vendégül II. Miklós orosz cárt és feleségét Alekszandra Fjodorovnát.
Négy évvel később, 1900-ban a királynő utoljára pihent a kastélyban, ugyanis 1901 januárjában elhunyt.
Akárcsak a Sandringham House, Balmoral is a brit királyi család magántulajdona és nem része az állami tulajdonú brit koronabirtoknak. Az utódlás akkor vált kérdésessé, mikor VIII. Eduárd király 1936-ban lemondott a trónról. A birtokokat Eduárd apjától V. Györgytől örökölte és lemondásakor nem mentek át automatikusan öccse, VI. György tulajdonába. Györgynek a két kastélyt meg kellett vásárolni Eduárdtól, így aztán azok továbbra is a család magántulajdonában maradhattak.

## Építészeti jegyei
A kastély kőből készült, fő építési anyaga gránit, amit a birtokon bányásztak. Bár kastélynak nevezik, megjelenésében és funkcionálisan a viktoriánus korabeli, neogótikus ihletettségű, ún. skót bárói stílusú vidéki udvarházak megoldásait követi. A hétemeletes tornyot a középkori, védelmi célú toronyházak ihlették, a saroktornyok a 16. századi francia kastélyépítészeti formákat idézik. A skót bárói stílus további balmorali jegyei a lépcsőzetes oromzatok, a tetőablakok és a pártázatos kocsibehajtó.

## A birtok
A balmorali birtok a Cairngorms Nemzeti Parkban fekszik, területe 20 000 hektár. Domborzata változatos, a Dee folyó völgyétől egészen a hegyekig húzódik. Hét munro (így nevezik Skóciában a 3000 lábnál (910 m) magasabb csúcsokat) található határain belül, közülük az 1155 méteres Lochnagar a legmagasabb.
Lochnagar és Ballochbuie körzetét 1998-ban különleges védelmi területté nyilvánították a vadon élő madarak védelmével kapcsolatos Európai Uniós irányelv alapján. Ballochbuie mindezen túlmenően különleges természetmegőrzési területté is vált a természetes élőhelyek védelmére vonatkozó irányelv alapján, mint az „ősi kaledóniai erdők egyik legnagyobb fennmaradt egybefüggő területe”.
1931-ben először nyitották meg a kastély kertjeit az érdeklődők előtt, manapság pedig április és július között, a királynő éves látogatásának kezdetéig folyamatosan látogathatók. A kastély belső terei közül egyedül a bálterem áll nyitva az érdeklődők előtt.
A királyi család nagyjából 50 állandó és 50–100 részmunkaidős alkalmazottat foglalkoztat a kastély és az állatok körül.
A birtokon működik egy házasítatlan malátawhiskyt előállító lepárlóüzem, itt állítják elő a Royal Lochnagar Single Malt márkanevű italt.
Úgy tartják, hogy 2005. év során Balmoral ingatlanpiaci értéke legalább 14 millió font volt.

## Bankjegyek
1987 óta a kastély képe szerepel a  Royal Bank of Scotland által kibocsátott 100 fontos bankjegy hátoldalán.

## Külső hivatkozások
- balmorali kastély - hivatalos honlap
- Royal Deeside - hivatalos honlap
- Tom Weir látogatása Balmoralban - videó a ScotlandonTV-n Archiválva 2009. február 1-i dátummal a Wayback Machine-ben

## Ajánlott olvasnivaló magyarul
- Gambaro, Cristina. Skót kastélyok, ford. Szabó Réka, Gabo Könyvkiadó (1999). ISBN 9638009314

## Fordítás
- Ez a szócikk részben vagy egészben  a   Balmoral Castle című angol Wikipédia-szócikk ezen változatának fordításán alapul.  Az eredeti cikk szerkesztőit annak laptörténete sorolja fel. Ez a jelzés csupán a megfogalmazás eredetét és a szerzői jogokat jelzi, nem szolgál a cikkben szereplő információk forrásmegjelöléseként.